# チャリング・クロス橋 (モネ)
『チャリング・クロス橋』（チャリング・クロスきょう、英: Charing-Cross Bridge、仏: Le Pont de Charing-Cross）は、クロード・モネが1899年から1904年にかけて、チャリング・クロス橋を題材に描いた油彩画の連作。『ウォータールー橋』、『国会議事堂』の連作と共に『ロンドン』連作を形成している。

## 制作過程
普仏戦争から逃れるため、モネは1870年にロンドンを初めて訪れた。モネはロンドンに魅了され、将来この都市へ再び訪れることを決めたのである。モネは産業革命の産物であるロンドンのスモッグに初めて関心を示したとされる一方で、同様にロンドンの空気やその影響に関心を示したジョゼフ・マロード・ウィリアム・ターナーやジェームズ・マクニール・ホイッスラーといった画家から影響を受けていることが指摘されている。モネは1899年にロンドンへ戻るとサヴォイ・ホテルの一室を借り、ホテルの部屋から見える素晴らしい眺望を連作として描き始めた。
その後、1899年から1905年にかけてモネは定期的にロンドンを訪れ絵画を描いた。チャリング・クロス橋を繰り返し描くだけでなく、国会議事堂やウォータールー橋も含めたロンドンの様々な光景を描いたのである。モネは絵画全てをロンドンで描き始めていた一方、その多くをジヴェルニーのアトリエで完成させている。

## 解説

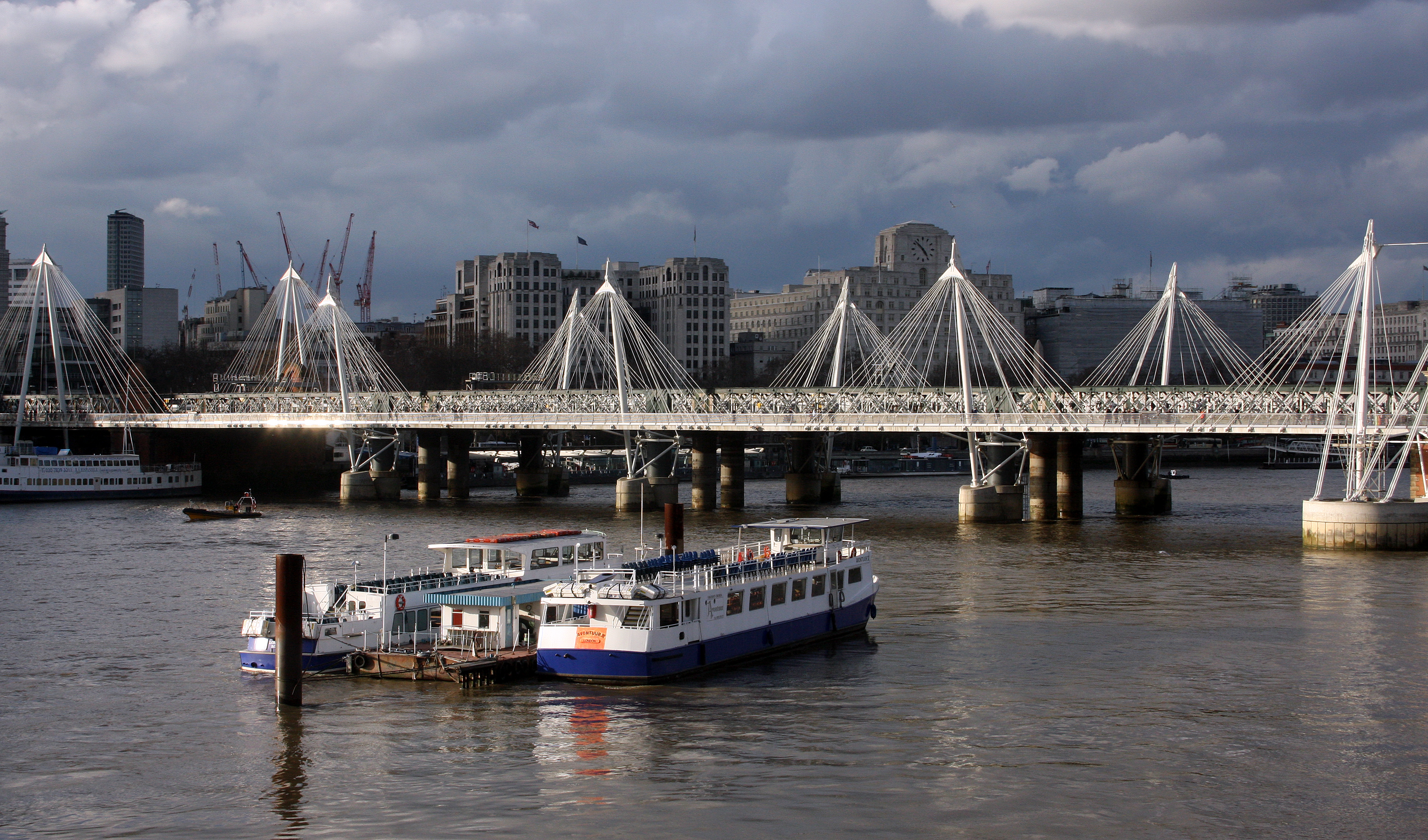
現代のチャリング・クロス橋

チャリング・クロス橋の連作には共通した特徴がある。地平線上に薄い線を用いてチャリング・クロス橋を描いている点である。チャリング・クロス橋自体もモネの描く画面を構成しているものの、実際の橋梁を完全に表現しているわけではない。美術史家ジョン・スウィートマンによれば、「実際の橋梁と比較すると、堅牢で見通しの良い橋桁を統合し水平に伸ばした塊へモネが押し込めたことが分かる」。
この連作には数多くの共通点があるものの、それぞれ大きな相違点も存在する。例えば、一部の作品では橋を越えようとしている煙を上げた機関車を描写している。また、連作の中には、小舟を描写したものや、ビッグ・ベン、ヴィクトリア・タワーを描写したものも存在する。これらの塔はせいぜい霞がかった輪郭でしかなく、レベッカ・スターンによれば、モネが「連作の中で記録した時間をあいまいにしようとしている」とされる。
この連作において、モネは同じ主題を異なる時間・天候で表現している。特に、モネは移ろいゆくロンドンの霧が橋の外観に影響を及ぼすという方法に魅了され、その手法を試みているのである。連作のそれぞれにおいて、モネはチャリング・クロス橋に「外套」、モネ自身の定義によれば「全ての物に伝播する同じ光」、を纏わせている。ジョン・ハウスはこの「外套」という概念について更に以下のように述べている、「彩り豊かな大気のマント...によって...1点の作品としても連作の中の1点としても、モネの作品はモネ自身が追求してきた単一性(unity)と一貫性(coherence)を得ているのだ」、と。実際、『積みわら』や『ルーアン大聖堂』、『睡蓮 (モネ)』の連作に見られるように、モネはそのキャリアを通じて雰囲気というものを表現しようと試みてきたのである。
モネは過去の自作に基づいてこの連作を制作しただけでなく、同時代の作品群にも基づいて制作しているのである。ターナーのように、主題そのものとその周囲の自然との相互作用に関心を寄せたのである。スウィートマンによれば、「列車が通過するチャリング・クロス橋は ターナーのように光と主題が完全に混ざり合ったものとなっている」。ターナーの作品群のほかにも、このチャリング・クロス橋の連作はホイッスラーの作品にも類似している。ホイッスラーは『ノクターン』の中で、ロンドンを絵画の題材たる素材と主張し成功している。モネもその絵画においてロンドンという都市を表現しようと探求した一方で、ホイッスラーのようなくすんだ色調ではロンドンを描写しなかった。ハウスはモネのアプローチを「同時代の作品とは非常に異なり...モネの、繊細だが無限の変化に富んだハーモニーに満ちている」ものだと捉えている。

## 一覧

### 油彩画
| 画像 | 作品名                                 | ウィルデンシュタイン番号 | 制作年      | 寸法(cm)     | 所蔵先                                                                    | 備考                         |
| ---- | -------------------------------------- | ------------------------ | ----------- | ------------ | ------------------------------------------------------------------------- | ---------------------------- |
|      | チャリング・クロス橋、ロンドン         | w.1521                   | 1899年      | 65 x 92      | シェルバーン美術館 アメリカ合衆国、バーモント州シェルバーン               |                              |
|      | チャリング・クロス橋                   | w.1522                   | 1899年      | 63.8 x 79.7  | サンタバーバラ美術館 アメリカ合衆国、カリフォルニア州サンタバーバラ       |                              |
|      | チャリング・クロス橋                   | w.1523                   | 1899年      | 65 x 92      | 個人蔵                                                                    | 村内美術館旧蔵               |
|      | チャリング・クロス橋、ロンドン         | w.1524                   | 1899年      | 65.0 x 81.0  | メナード美術館 日本、愛知県小牧市                                         |                              |
|      | チャーリング・クロス橋、ロンドン       | w.1525                   | 1902年頃    | 65.3 x 100   | 国立西洋美術館 日本、東京都台東区                                         |                              |
|      | チャリング・クロス橋、曇りの天候       | w.1526                   | 1900年      | 60.6 x 91.5  | ボストン美術館 アメリカ合衆国、マサチューセッツ州ボストン                 |                              |
|      | チャリング・クロス橋、ロンドン         | w.1527                   | 1901年      | 65 x 92.2    | シカゴ美術館 アメリカ合衆国、イリノイ州シカゴ                             |                              |
|      | チャリング・クロス橋                   | w.1528                   | 1903年      | 65 x 81      | 個人蔵                                                                    |                              |
|      | チャリング・クロス橋                   | w.1529                   | 1902年      | 65.4 x 81.3  | カーディフ国立博物館 イギリス、ウェールズカーディフ                       |                              |
|      | チャリング・クロス橋                   | w.1530                   | 1900年頃    | 65 x 81      | インディアナポリス美術館 アメリカ合衆国、インディアナ州インディアナポリス |                              |
|      | チャリング・クロス橋                   | w.1531                   | 1899年      | 64.8 x 80.6  | ティッセン＝ボルネミッサ美術館 スペイン、マドリード州マドリード           |                              |
|      | チャリング・クロス橋、テムズ川の反映   | w.1532                   | 1899年      | 65.1 x 100.3 | ボルチモア美術館 アメリカ合衆国、メリーランド州ボルチモア                 |                              |
|      | チャリング・クロス橋、列車の通過       | w.1533                   | 1902年      | 65 x 92      | 個人蔵                                                                    |                              |
|      | チャリング・クロス橋、列車の通過       | w.1534                   | 1902年      | 73 x 92      | 個人蔵                                                                    |                              |
|      | チャリング・クロス橋、靄の中の煙、印象 | w.1535                   | 1902年      | 73 x 92      | マルモッタン・モネ美術館 フランス、パリ                                   |                              |
|      | テムズ川のチャリング・クロス橋         | w.1536                   | 1903年      | 73.0 x 100.0 | 吉野石膏美術振興財団 日本、山形県山形市                                   | 山形美術館寄託               |
|      | チャリング・クロス橋、テムズ川         | w.1537                   | 1903年      | 73.4 x 100.3 | リヨン美術館 フランス、リヨン                                             |                              |
|      | チャリング・クロス橋、列車の通過       | w.1538                   | 1904年      | 73 x 92      | 個人蔵                                                                    |                              |
|      | チャリング・クロス橋、夕べの効果       | w.1539                   | 1904年      | 73 x 100     | 個人蔵                                                                    |                              |
|      | チャリング・クロス橋、ロンドン         | w.1540                   | 1902年      | 64.1 x 90.2  | チャートウェルハウス イギリス、イングランドウェスターハム                 |                              |
|      | チャリング・クロス橋、靄の中           | w.1541                   | 1903年      | 73.4 x 100.3 | オンタリオ美術館 カナダ、オンタリオ州トロント                             |                              |
|      | チャリング・クロス橋                   | w.1542                   |             | 65 x 81      | 個人蔵                                                                    |                              |
|      | クレオパトラの針とチャリング・クロス橋 | w.1543                   |             | 73 x 100     | モハメド・マフムード・ハリル美術館 · エジプト、ギーザ県ギーザ             |                              |
|      | クレオパトラの針とチャリング・クロス橋 | w.1544                   | 1899年頃    | 64.8 x 81.3  | 個人蔵                                                                    |                              |
|      | チャリング・クロス橋                   | w.1545                   | 1904年      | 65 x 95      | 個人蔵                                                                    |                              |
|      | チャリング・クロス橋                   | w.1546                   | 1902年      | 65 x 100     | 個人蔵                                                                    |                              |
|      | チャリング・クロス橋                   | w.1547                   | 1902年      | 65 x 100     | 個人蔵                                                                    |                              |
|      | チャリング・クロス橋                   | w.1548                   | 1903年      | 73 x 104.1   | セントルイス美術館 アメリカ合衆国、ミズーリ州セントルイス                 |                              |
|      | チャリング・クロス橋                   | w.1549                   | 1903年      | 65 x 100.3   | 個人蔵                                                                    |                              |
|      | チャリング・クロス橋                   | w.1550                   | 1899-1901年 | 65 x 80      | 個人蔵                                                                    |                              |
|      | チャリング・クロス橋                   | w.1551                   |             | 65 x 92      | 個人蔵                                                                    |                              |
|      | チャリング・クロス橋                   | w.1552                   | 1904年      | 65 x 100     | 笠間日動美術館 日本、茨城県笠間市                                         |                              |
|      | ロンドン、チャリング・クロス橋         | w.1552a                  |             | 65 x 92      | 個人蔵                                                                    | 第二次世界大戦中に大きく破損 |
|      | チャリング・クロス橋                   | w.1553                   | 1901年      | 60 x 100     | マルモッタン・モネ美術館 フランス、パリ                                   |                              |
|      | チャリング・クロス橋、テムズ川の靄     | w.1554                   | 1903年      | 73.7 x 92.4  | フォッグ美術館 アメリカ合衆国、マサチューセッツ州ケンブリッジ             |                              |

### パステル画
| 画像 | 作品名                                   | ウィルデンシュタイン番号 | 制作年 | 寸法(cm)    | 所蔵先                    | 備考 |
| ---- | ---------------------------------------- | ------------------------ | ------ | ----------- | ------------------------- | ---- |
|      | ロンドン、チャリング・クロス橋           | w.P83                    |        | 30 x 47     |                           |      |
|      | チャリング・クロス橋、ロンドン           | w.P84                    | 1901年 | 31 x 48.5   | トリトン財団旧蔵 オランダ | 焼失 |
|      | チャリング・クロス橋                     | w.P85                    |        | 31 x 47     |                           |      |
|      | チャリング・クロス橋、霧の中の太陽の効果 | w.P86                    |        | 31 x 47.5   |                           |      |
|      | チャリング・クロス橋、霧                 | w.P87                    |        | 30.5 x 46.5 |                           |      |